# Snowboard nos Jogos Olímpicos de Inverno da Juventude de 2012
As competições de snowboard nos Jogos Olímpicos de Inverno da Juventude de 2012 foram realizadas no Nordkette Innsbruck e no Kühtai, em Igls, Innsbruck, Áustria. As provas de halfpipe aconteceram nos dias 14 e 15 de janeiro e as de slopestyle nos dias 19 e 20 de janeiro.

## Calendário
| Janeiro   | 13 | 14 | 15 | 16 | 17 | 18 | 19 | 20 | 21 | 22 |
| --------- | -- | -- | -- | -- | -- | -- | -- | -- | -- | -- |
| Snowboard |    |    | 2  |    |    |    | 2  |    |    |    |

|  | Dia de competição |  | Dia de final |

## Eventos
- Halfpipe (masculino e feminino)
- Slopestyle (masculino e feminino)

## Qualificação
Sessenta esquiadores estavam inscritos nos eventos do snowboard. Os doze países melhores colocados nos rankings masculino e feminino de halfpipe da Federação Internacional de Esqui (FIS) têm assegurados uma vaga para um atleta do respectivo sexo. Ao mesmo tempo, os doze países melhores colocados no ranking masculino e os oito melhores no feminino de slopestyle da FIS também têm direito a uma vaga do respectivo sexo. Finalmente, as quatro vagas restantes em cada evento masculino e feminino serão distribuídas entre os países que não conseguiram classificação, sempre respeitando o limite de um atleta por Comitê Olímpico Nacional (CON) para cada evento de cada sexo.
| CON                | Masculino | Masculino  | Feminino | Feminino   | Total |
| CON                | Halfpipe  | Slopestyle | Halfpipe | Slopestyle | Total |
| ------------------ | --------- | ---------- | -------- | ---------- | ----- |
| GER Alemanha       | 1         |            |          |            | 1     |
| AUT Áustria        | 1         | 1          | 1        | 1          | 4     |
| BEL Bélgica        | 1         | 1          |          |            | 2     |
| CAN Canadá         | 1         | 1          | 1        | 1          | 4     |
| CHI Chile          |           | 1          |          |            | 1     |
| CHN China          |           |            | 1        |            | 1     |
| KOR Coreia do Sul  | 1         |            |          |            | 1     |
| CRO Croácia        |           |            | 1        | 1          | 2     |
| SVK Eslováquia     |           |            |          | 1          | 1     |
| SLO Eslovênia      | 1         | 1          | 1        | 1          | 4     |
| ESP Espanha        | 1         |            |          |            | 1     |
| USA Estados Unidos | 1         | 1          | 1        | 1          | 4     |
| FIN Finlândia      | 1         | 1          | 1        | 1          | 4     |
| FRA França         | 1         | 1          | 1        | 1          | 4     |
| HUN Hungria        |           | 1          | 1        | 1          | 3     |
| ITA Itália         | 1         | 1          | 1        |            | 3     |
| JPN Japão          | 1         |            | 1        |            | 2     |
| NZL Nova Zelândia  | 1         | 1          | 1        | 1          | 4     |
| NED Países Baixos  | 1         | 1          |          |            | 2     |
| POL Polônia        |           |            | 1        | 1          | 2     |
| CZE Chéquia        |           | 1          | 1        |            | 2     |
| RUS Rússia         | 1         | 1          |          |            | 2     |
| SWE Suécia         |           | 1          | 1        |            | 2     |
| SUI Suíça          | 1         | 1          |          |            | 2     |
| Total: 24 CONs     | 16        | 16         | 16       | 12         | 60    |

## Medalhistas

### Masculino
| Evento              | Ouro                                   | Prata                                    | Bronze                            |
| ------------------- | -------------------------------------- | ---------------------------------------- | --------------------------------- |
| Halfpipe detalhes   | Ben Ferguson · Estados Unidos \| 93.25 | Tim-Kevin Ravnjak\| · Eslovênia \| 86.75 | Taku Hiraoka · Japão \| 84.25     |
| Slopestyle detalhes | Michael Ciccarelli · Canadá \| 94.25   | Ben Ferguson · Estados Unidos \| 90.25   | David Habluetzel · Suíça \| 87.50 |

### Feminino
| Evento              | Ouro                              | Prata                                 | Bronze                              |
| ------------------- | --------------------------------- | ------------------------------------- | ----------------------------------- |
| Halfpipe detalhes   | Hikaru Ohe · Japão \|96.25        | Arielle Gold · Estados Unidos \|90.00 | Lucile Lefevre · França \|82.25     |
| Slopestyle detalhes | Audrey Mcmaniman · Canadá \|84.25 | Arielle Gold · Estados Unidos \|71.75 | Alexandra Fitch · Austrália \|69.75 |

## Quadro de medalhas
| Ordem | País               | Medalha de ouro | Medalha de prata | Medalha de bronze |    | Ordem por total |
| ----- | ------------------ | --------------- | ---------------- | ----------------- | -- | --------------- |
| 1     | CAN Canadá         | 2               | 0                | 0                 | 2  | 2               |
| 2     | USA Estados Unidos | 1               | 3                | 0                 | 4  | 1               |
| 3     | JPN Japão          | 1               | 0                | 1                 | 2  | 2               |
| 4     | SLO Eslovênia      | 0               | 1                | 0                 | 1  | 3               |
| 5     | FRA França         | 0               | 0                | 1                 | 1  | 3               |
| 5     | SUI Suíça          | 0               | 0                | 1                 | 1  | 3               |
| 5     | AUS Austrália      | 0               | 0                | 1                 | 1  | 3               |
| Total | Total              | 4               | 4                | 4                 | 12 | -               |